# NGC 112
NGC 112 är en spiralgalax i stjärnbilden Andromeda. Den upptäcktes den 17 september 1885 av den amerikanska astronomen Lewis A. Swift.